# Girjas sameby

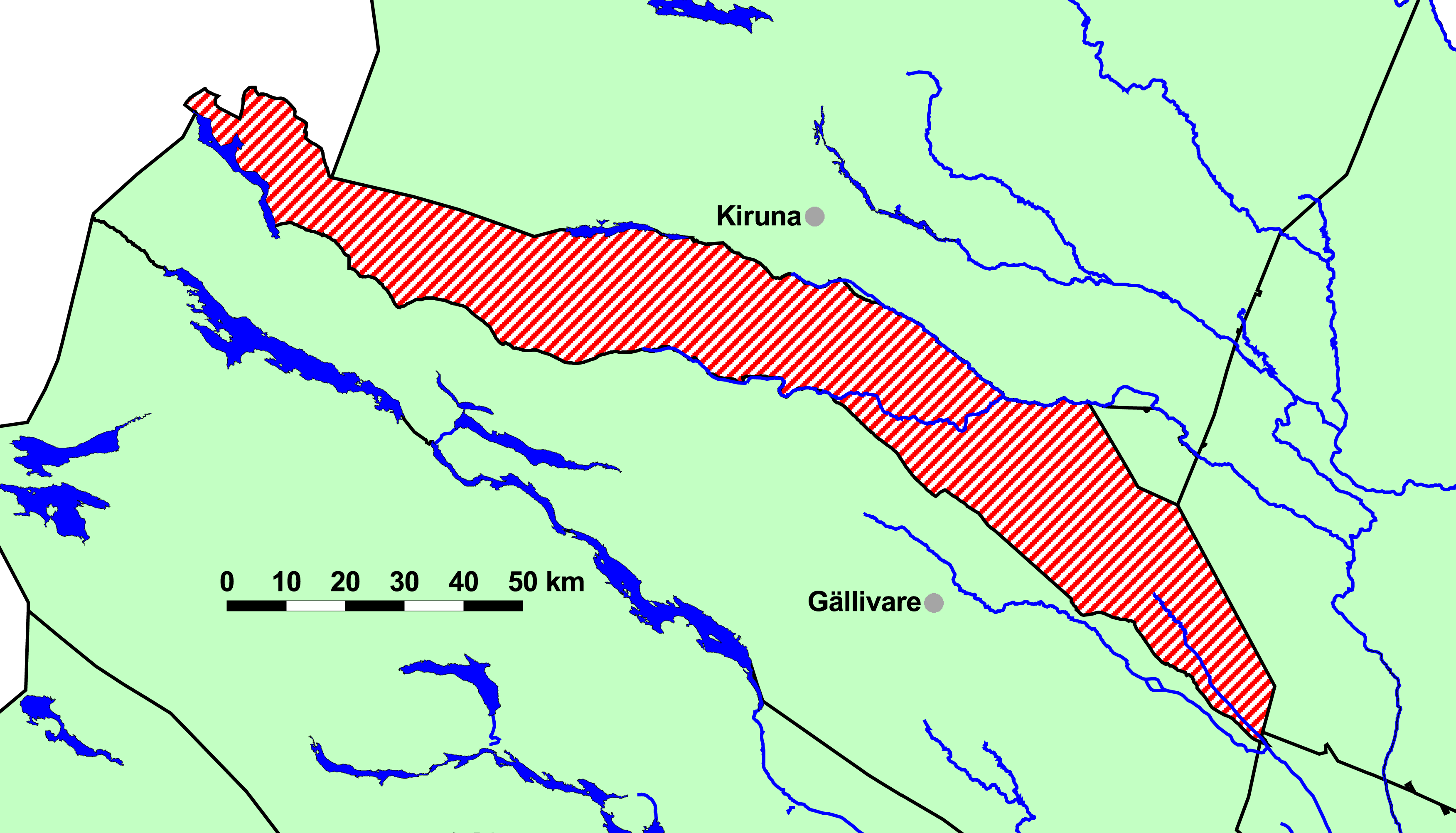
Girjas samebys byområde.

Girjas sameby, före 1971 Norrkaitums sameby, är en svensk fjällsameby i Gällivare kommun i Lule lappmark.

## Byområde

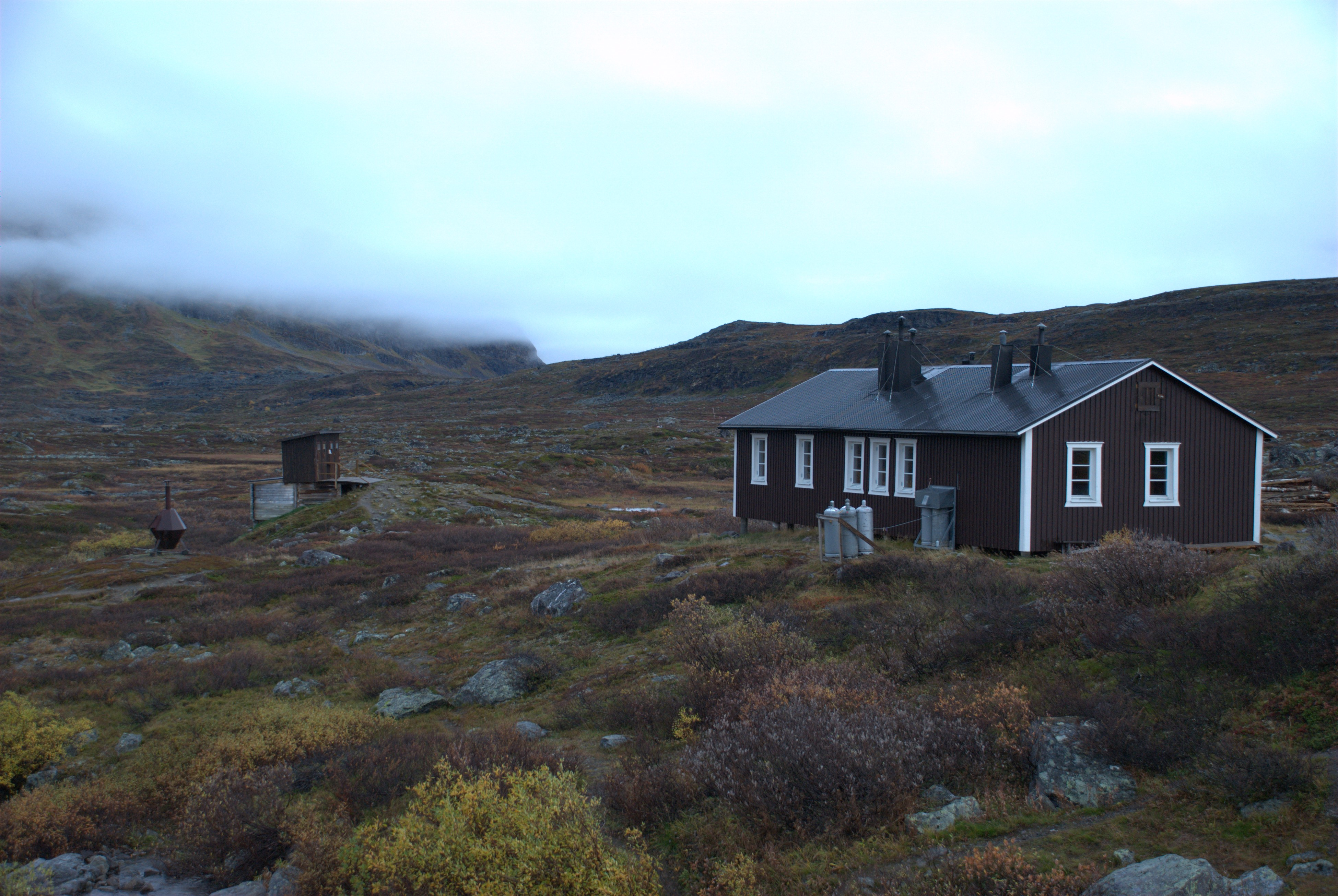
Singistugan ligger inom Girjas samebys sommarbetesland.

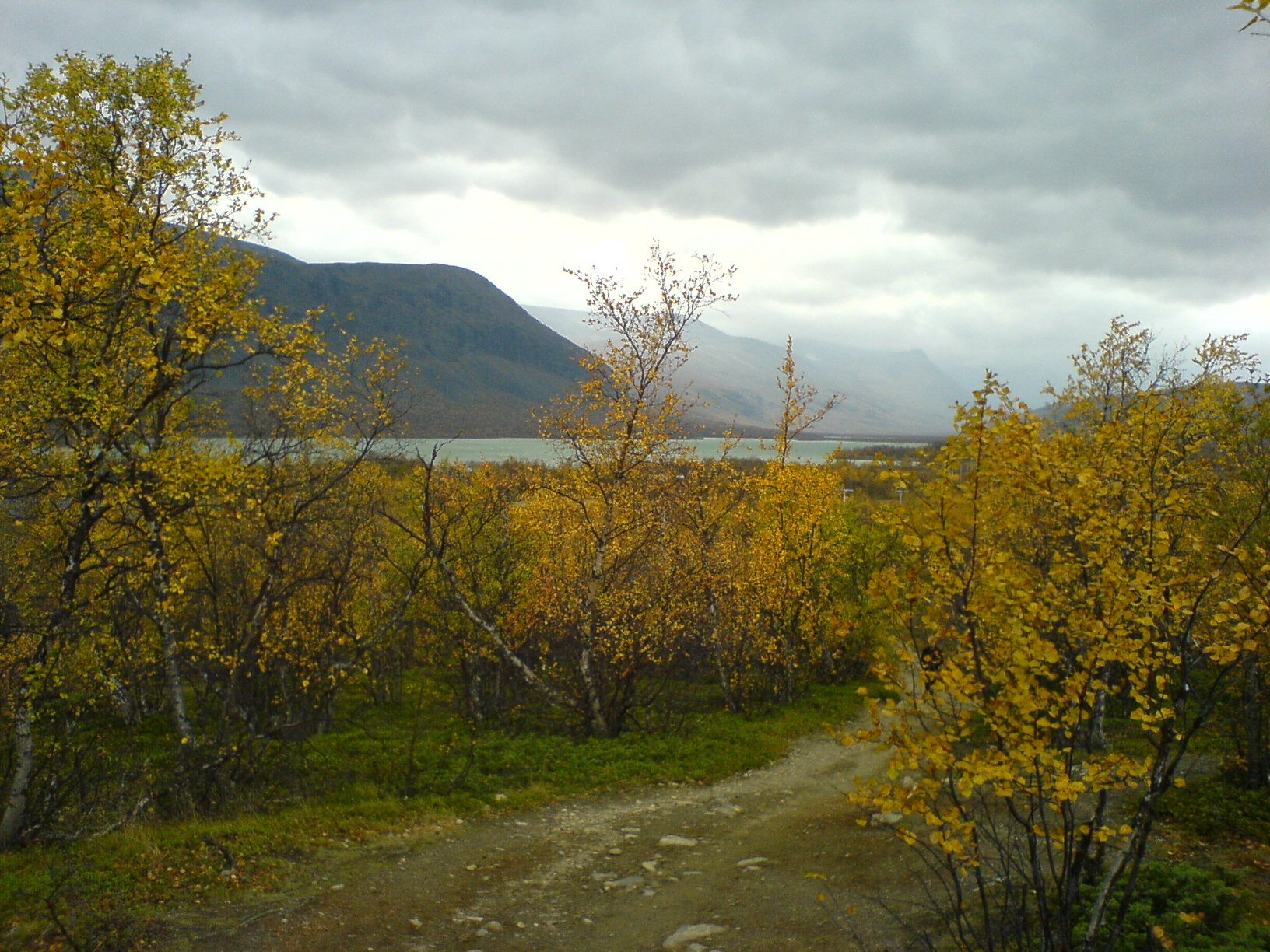
Láddjujávri.

Girjas samebys åretruntmarker ligger huvudsakligen i nordligaste delen av Gällivare kommun med en mindre del i södra delen av Kiruna kommun och omfattar Kalixälvens källflöden. Namnet kommer av vattendraget Girjásjohka, ett biflöde till Kaitumälven. Avgränsningen mot Laevas sameby i norr definieras som en linje genom Ivarsten (riksröse 259) – Sälka – Kebnekaise – Láddjujávri – gränsen mellan Jukkasjärvi socken och Gällivare socken (Kalixälven) till Kaitumälvens utlopp i Kalixälven. Avgränsningen mot Báste sameby i söder definieras som en linje genom Siiddasjávri – Lihtijohka – Gáidumjohka – Kaitumsjöarna – Kaitumälven till Killinge – Paukijärvi – Kutsasjärvi – Kutsasjoki. Sommarlandet finns väster om Čeakčajohka och vidare ungefär en mil in i Norge. Höst- och vårlandet ligger mellan Čeakčajohka och en linje genom Kaalasluspa i Kalixälven –  Šišká – Kaitumälven vid Gámassavu. Vinterlandet ligger öster om denna linje.

## Näringsutövning
I Girjas sameby fanns 32 registrerade renskötselföretag 2014. Högsta tillåtna renantal i vinterhjorden är 12 000 djur.
Samebyns medlemmar driver förutom renskötsel den ekonomiska föreningen Girjás Adventure.

## Rättegång mot svenska staten
Huvudartikel: Girjasmålet
År 2009 lämnade Girjas sameby och Svenska Samernas Riksförbund in en stämningsansökan mot svenska staten för att klarlägga vem som äger rätten till jakt och fiske i fjällområdet.  Huvudförhandling i målet inleddes i slutet av maj 2015 vid Gällivare tingsrätt. Tingsrätten dömde 2016 till samernas fördel och fastställde att Girjas sameby har ensamrätt att förfoga över jakt och fiske inom sitt byområde ovanför odlingsgränsen. Staten överklagade domen till Hovrätten för Övre Norrland. Hovrätten dömde den 23 januari 2018 i huvudsak till Girjas samebys fördel, men fann i motsats till tingsrätten att varken Girjas sameby eller staten har ensamrätt att förfoga över jakt och fiske inom området. Högsta domstolen dömde 23 januari 2020 till Girjas samebys fördel, vilket innebär att de har ensamrätt att förfoga över och upplåta småviltsjakt och fiske inom samebyns område ovanför odlingsgränsen.

## Historia

### Äldre kulturlämningar
Kultplatser finns vid Kjårdavatn i Norge samt vid Ivarsten, Nikkaluokta, Isosaivo, Biedjasčohkka, Bassečohkka och Sieidejávri. Vid Isosaivo, en mindre sjö mellan sjöarna Holmajärvi och Kaalasjärvi och byarna Holmajärvi och Kaalasjärvi, finns ett större område med offerlämningar, varifrån Hjalmar Lundbohm lät hämta två seitar till Nordiska museet. Lämningar efter äldre sommarvisten finns bland annat vid Padnakjokk, Skeltas, Báttájávri, Čeakčajohka, Gávgul, Kuoikavuolle, Rakalmesålke, Skártta och Muoidaris. Ett gammalt höst- och vårviste, använt av Nils Nilsson Skum, fanns vid Kamastjärro.

### 1500-talet
På 1500-talet var Lule lappmark indelad i fyra historiska lappbyar, Sirkesluokta, Suoksjokk, Tuorponjaur och Jokkmokk. Sirkesluokta, namngiven efter viken Sirgesluokta på södra sidan om Stora Lulevatten, omfattade bland annat det område som nu är Girjas sameby. Den norra delen av Sirkesluoktabyn, där Girjas sameby ligger, utbröts under 1600-talet som byn Kaitumjaur. År 1695 fanns där 45 skattebetalare, varav 37 med namngivna lappskatteland: Jokaswalda, Koudelus, Kajtomjaur (Kaitumsjöarna), Stimitz kietz, Sockas, Hiertawarj (Stuor-Jiertá N om Padje-Kaitumjaure), Rosipota, Koudeliswarj, Kiellijaur, Pirkawarj (Bierká vid Sitasjaure), Piriaigzwarj, Koriawarj (Gorjjačohkka NO om Kaska-Kaitumjaure), Waisawarj, Neskitt, Kiebbija, Poitiswarj (Buoiddasvárri vid Stuor-Ratek), Nuriowara, Paurowara, Rautouwara, Sittajaur (Sitasjaure), Kobejäck, Satajaur (Satihaure), Sangopolda, Moratiorfwou, Teratt och Hwtawarj.

### 1700-talet
Kaitumsamerna hade sedan 1605 sin kyrkplats i Jokkmokk, men i början av 1700-talet nåddes Sveriges riksdag av ryktet att de ännu inte hade blivit riktigt kristnade. År 1738 beslöt därför riksdagen att en ny kyrka skulle inrättas närmare Kaitumsamerna och Fredrik I befallde att varje matlag i hela Sverige skulle bidra med ett öre silvermynt. År 1742 reste missionärerna Pehr Högström och Petrus Holmbom runt i Kaitumbyn och bestämde tillsammans med samerna att påsken skulle firas i närheten av Malmberget. Inte långt därifrån anlades 1744 Gällivare gamla kyrka, kallad Ettöreskyrkan.

### 1800-talet
I början av 1800-talet var Kaitumsamerna indelade i två byar, Norrkaitum och Sörkaitum, med Kaitumälven som skiljelinje. Den nuvarande indelningen av fjällsamerna i Gällivare socken i tre byar tillkom genom ett beslut 1887, varvid Sörkaitum uppdelades i Mellanbyn och Sörkaitum. Samerna själva kallade Norrkaitum för Kirjas, Mellanbyn för Baste tjeru (efter den lilla sjön Bástejávre) och Sörkaitum för Unna tjerutj ("Lilla byn").

### 1900-talet
I mitten på 1940-talet bestod Norrkaitumbyn av 150 personer varav 96 renskötande. De var fördelade på sex arbetslag eller sitor uppkallade efter sina respektive huvudvisten: Borrásgorsa söder om Báittasjávri, Rádekjohka söder om Laukkujärvi, Bassegorsa söder om Holmajärvi, Šišká nära Malmbanan, Čuonajohka vid utloppet av Vuolip Gáidumjávri samt Täuna vid selet Liediksavu nedanför fjället Deavnáčohkka. I byn fanns då dels lulesamisktalande Gällivaresamer, dels nordsamer från Jukkasjärvi och Karesuando som kommit dit till följd av tvångsförflyttning. Gällivaresamiska släktnamn var Fanki, Marsja, Pittja, Riggo, Saihtun och Viertutak, medan nordsamiska släktnamn var Blind, Kemi, Skum, Labba och Venni. Norrkaitumbyn bytte 1971 formellt namn till Girjas sameby.

## Bildgalleri

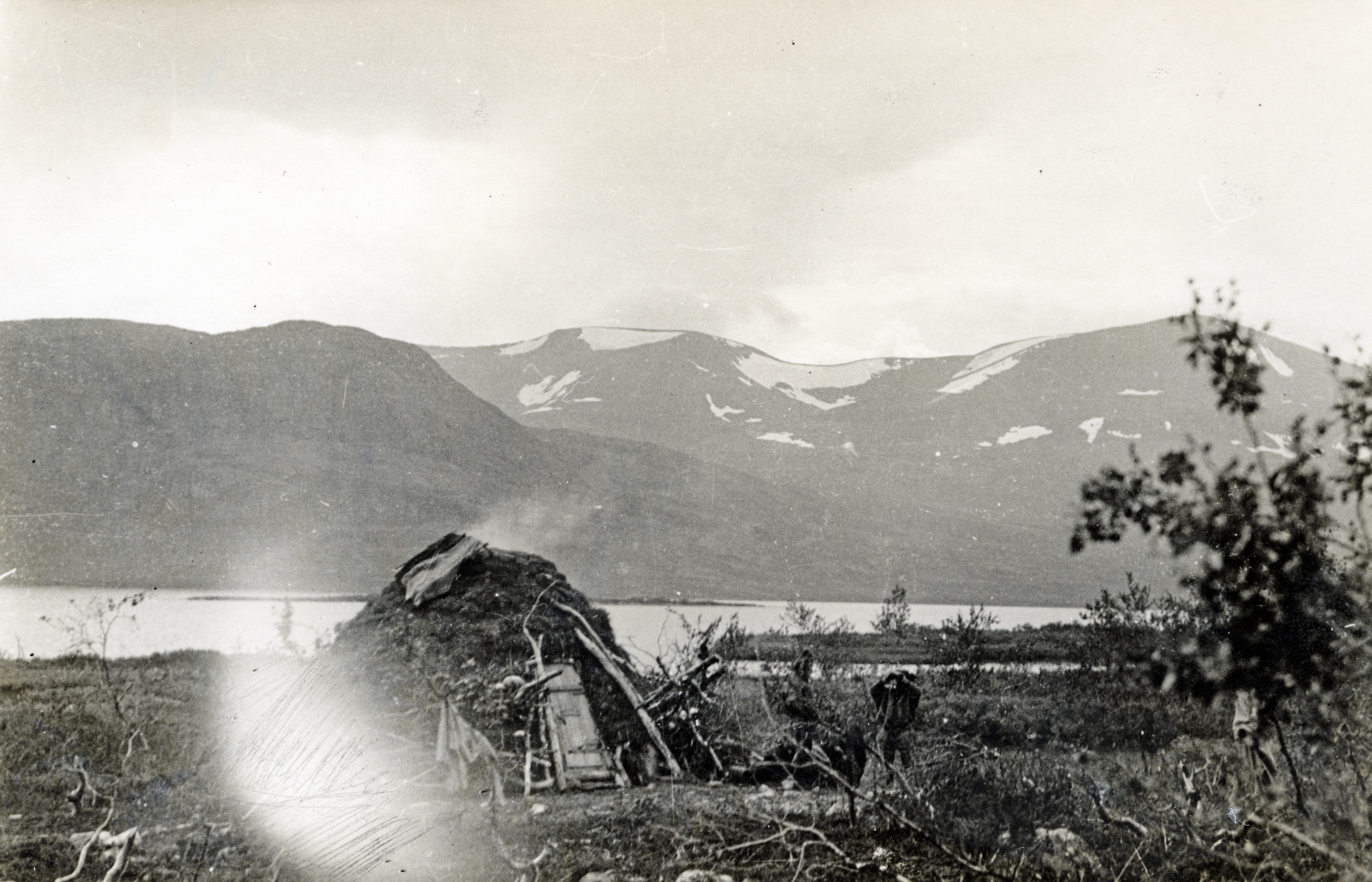
J. Erikson Vennis fiskekåta vid Paltaluokta/Bálddaluokta 1925.
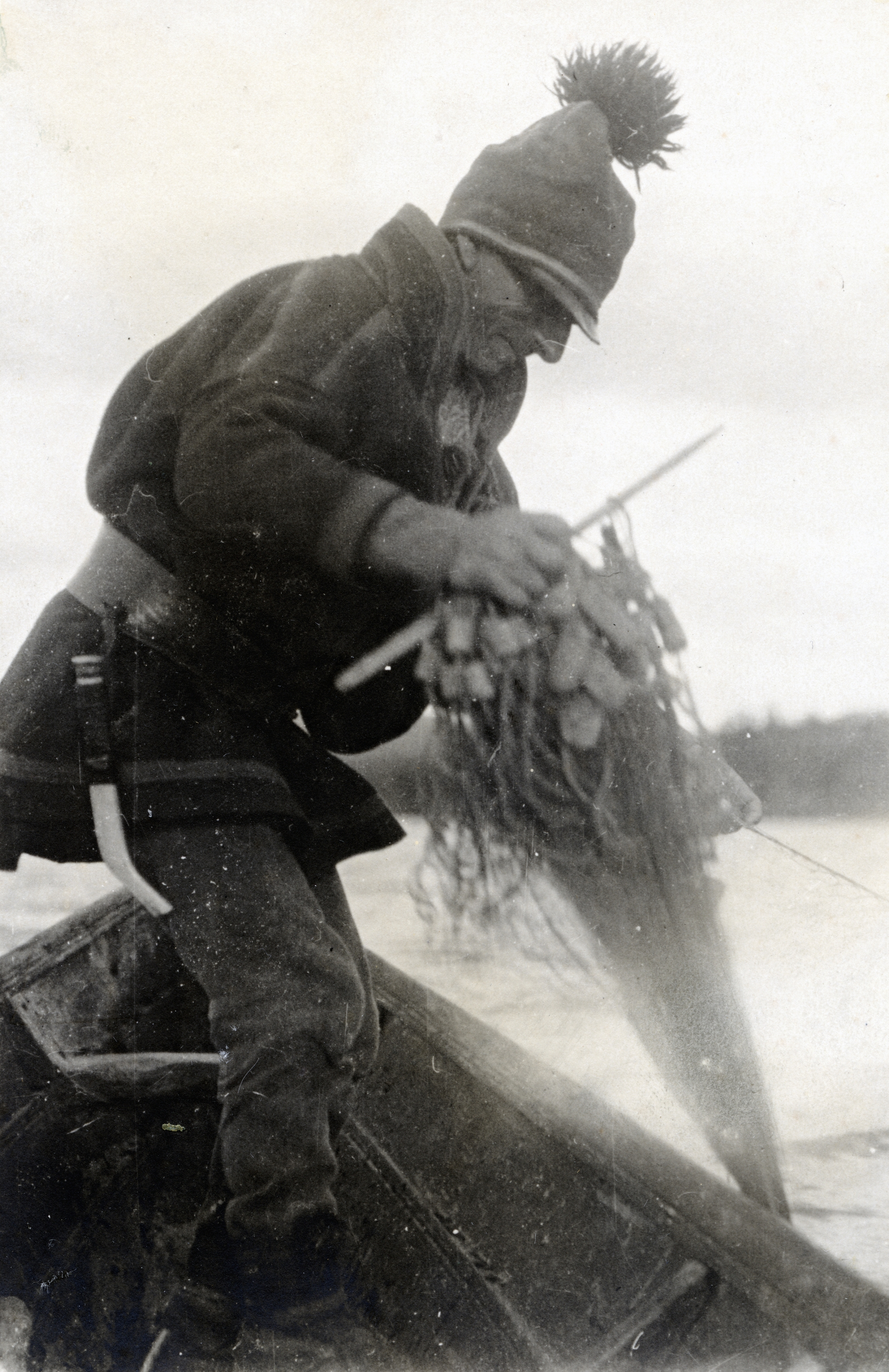
Anders Saitun lägger nät vid Tjuonajåkk/Čuonajohka 1925.
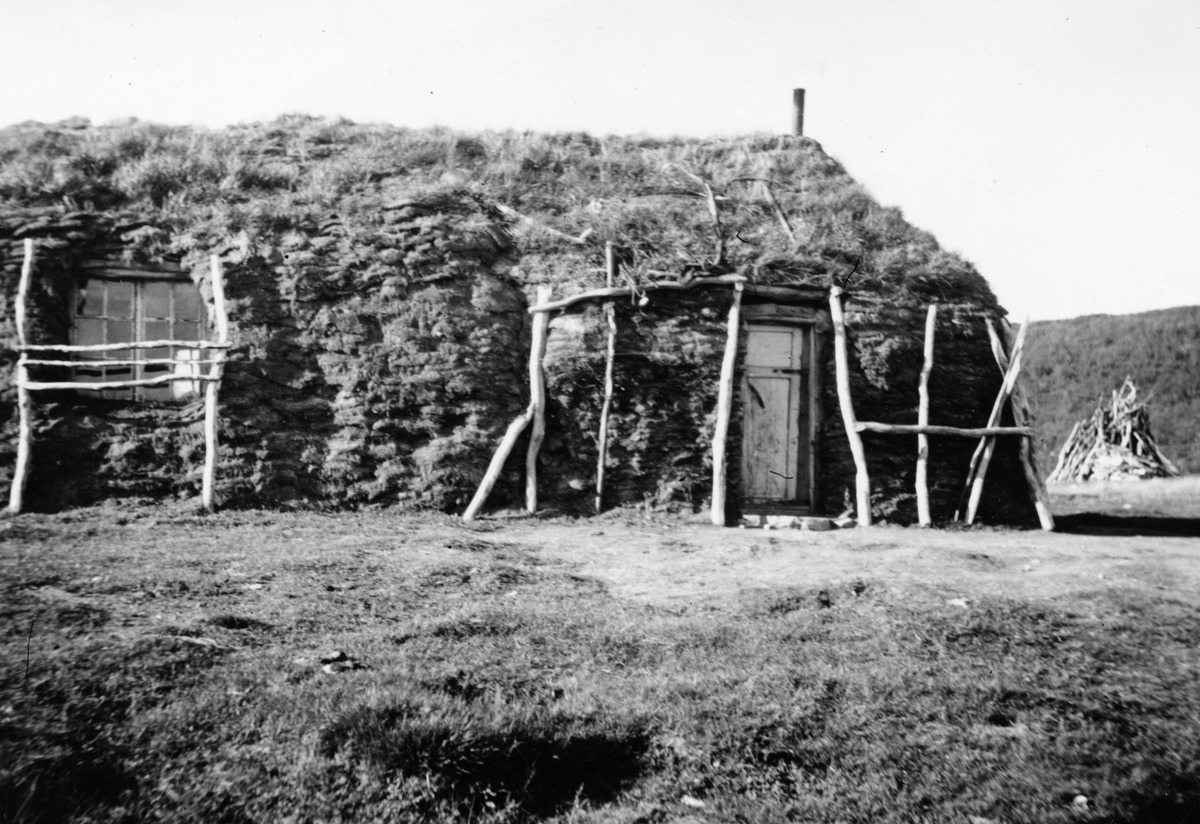
Marsjas vinterkåta vid Tjuonajåkk/Čuonajohka 1938.
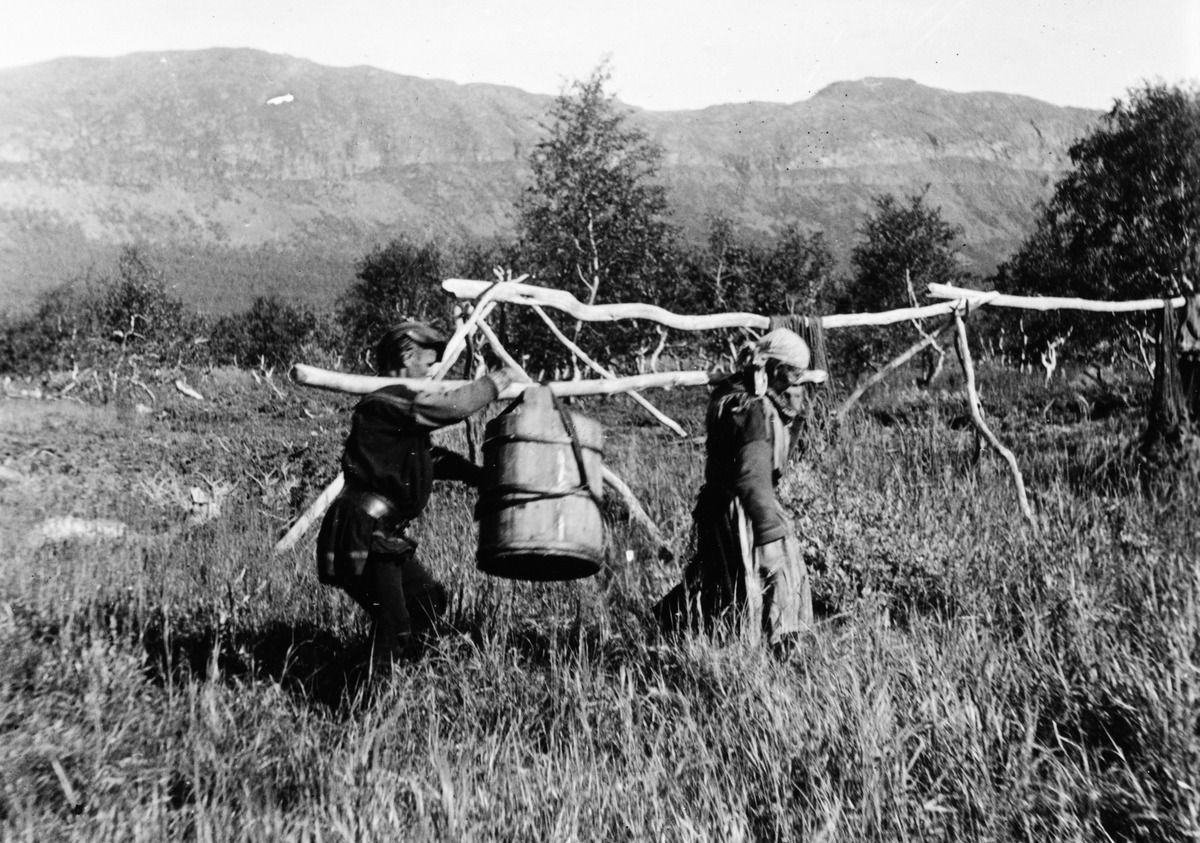
Elisabet Venni, Tjuonajåkk/Čuonajohka, hämtar insaltad fisk från fiskekåtan i Paltaluokta/Bálddaluokta 1938 med hjälp av Tomas Pittja.
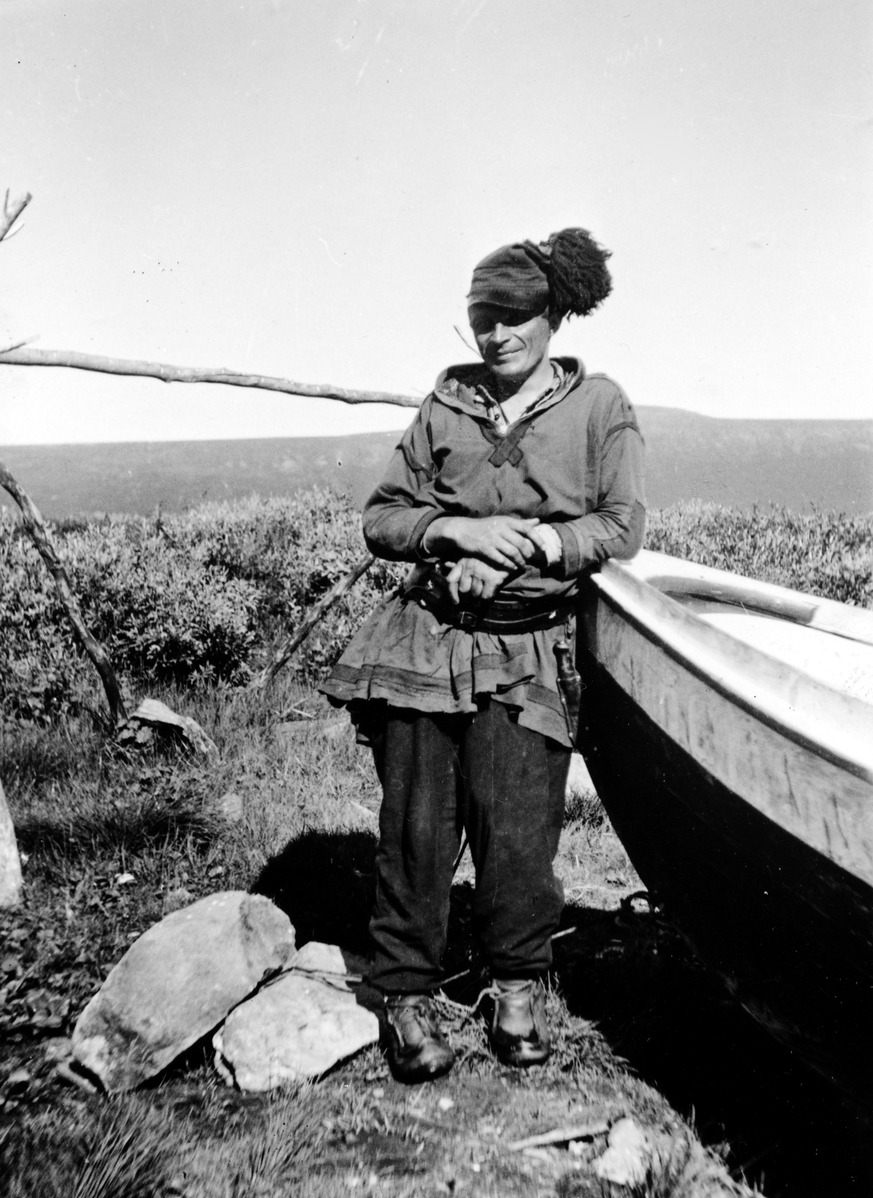
Tomas Pittja vid båten i Paltaluokta/Bálddaluokta 1938.
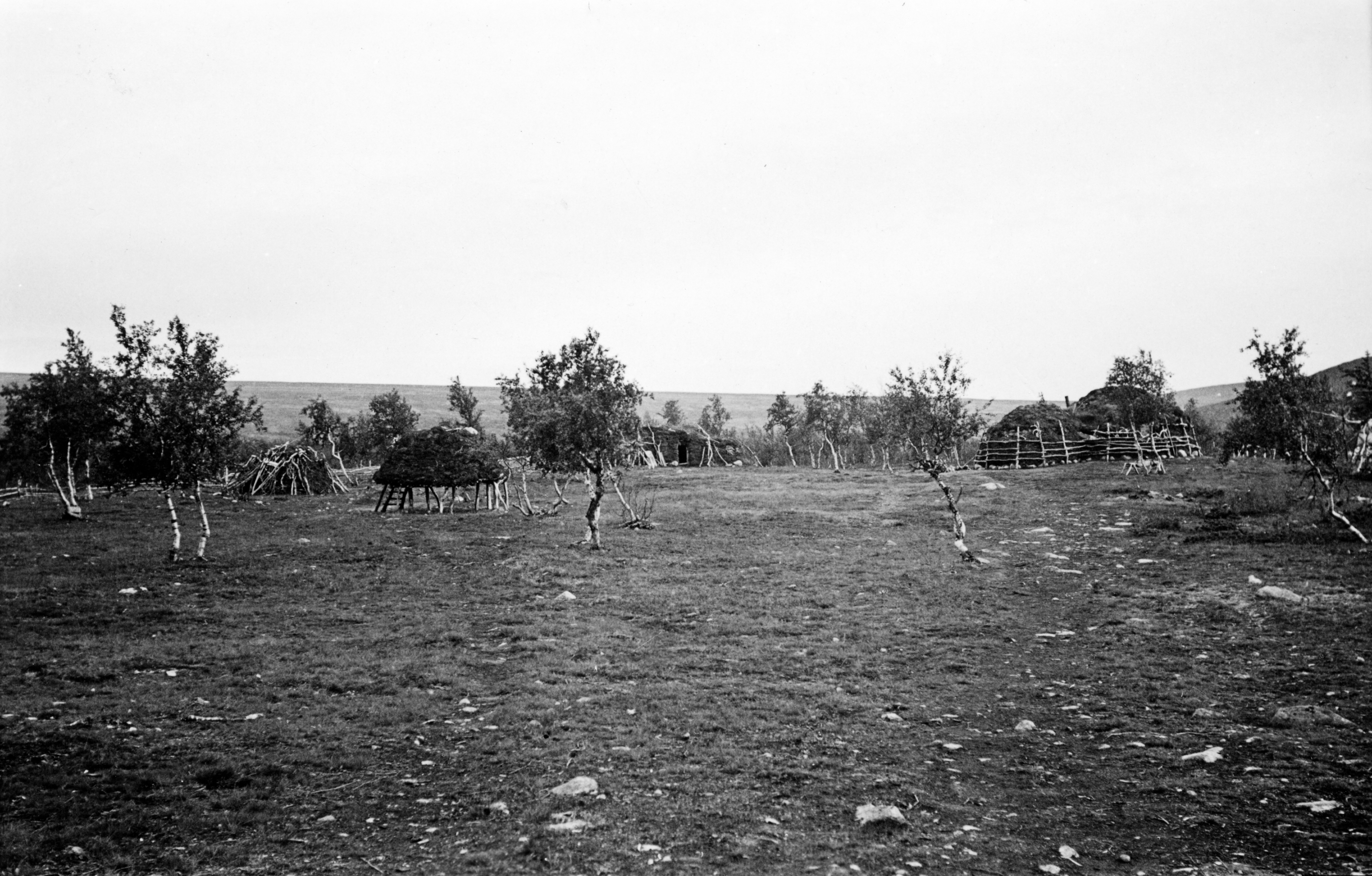
Täunavistet vid Kaitumälven 1939, året runt bebott av fiskarsamer.
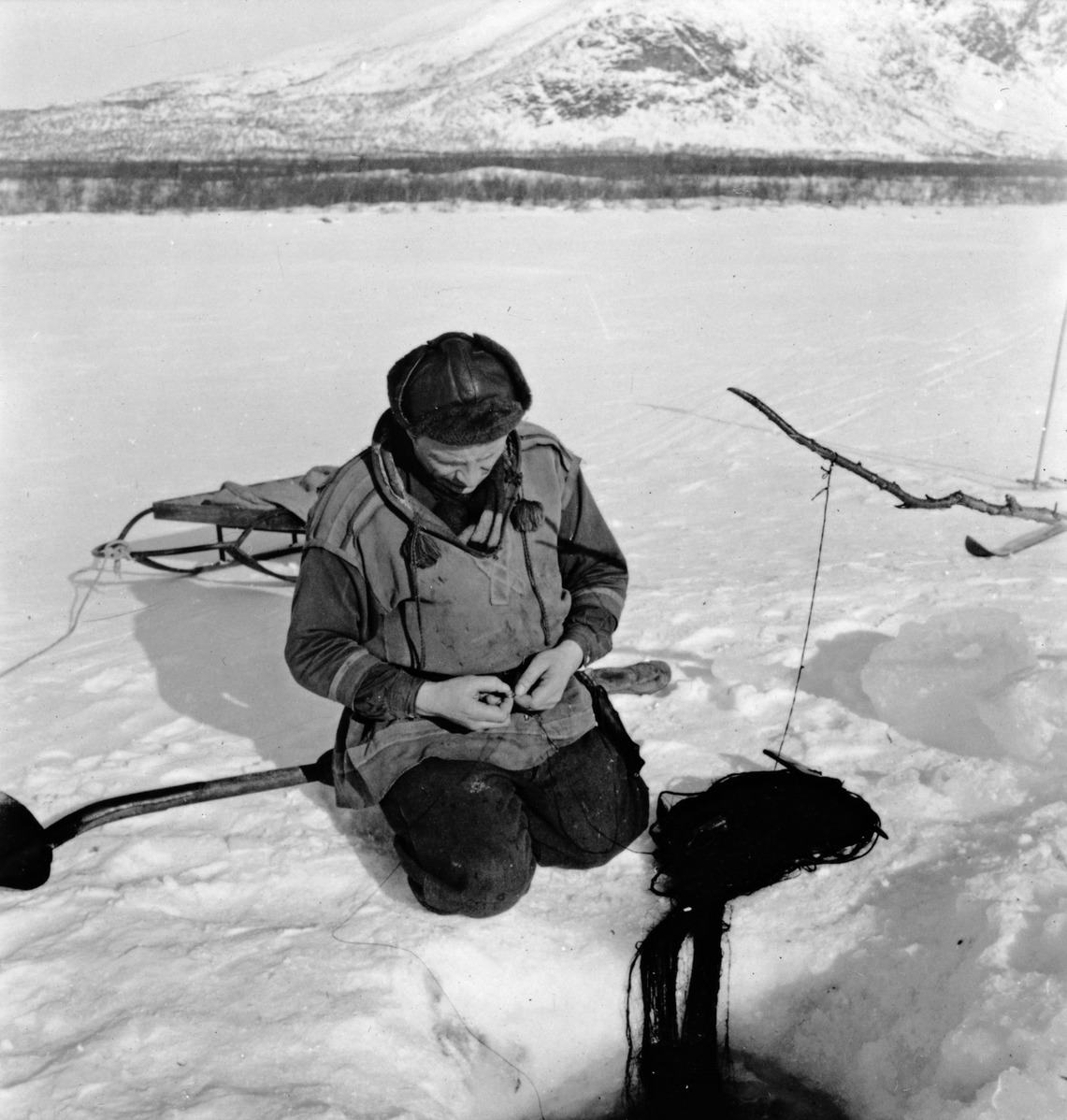
Andreas Labba tar upp nät som han lagt under Kaitumälvens is. Tjuonajåkk/Čuonajohka 1946.

## Kända personer från Girjas sameby
- Konstnären Nicolaus Skum
- Konstnären Nils Nilsson Skum
- Slöjdaren Jon Pålsson Fankki